# Liste der Naturdenkmale in Minheim
Die Liste der Naturdenkmale in Minheim nennt die im Gemeindegebiet von Minheim ausgewiesenen Naturdenkmale (Stand 11. März 2024).

## Ehemalige Naturdenkmale
| Nr. | Bezeichnung     | Lage                                       | Beschreibung                                                                                             | Bild                                    |
| --- | --------------- | ------------------------------------------ | --- | --------------------------------------- |
|     | 81 Walnussbäume | zwischen südlichem Ortsrand und Mosel Lage | Juglans regia, 81 Bäume in mehreren Gruppen, 62 davon am südlichen Ortsrand; Rechtsverordnung aufgehoben | Direkt Bild zu diesem Denkmal hochladen |